# آدام فرانس وان در مولن
آدام فرانس وان در مولن (به فلامانی: Adam Frans van der Meulen)‏ (۱۱ ژانویهٔ ۱۶۳۲ — ۱۵ اکتبر ۱۶۹۰) نقاش فلامان دورهٔ باروک بود که در نقاشی صحنه‌های نبرد تخصص داشت. مولن در سال ۱۶۶۶ توسط ژان-باتیست کولبر و به درخواست شارل لبرون به فرانسه دعوت شد تا جای خالی نقاش جنگ لوئی چهاردهم را پر کند.

## نگارخانه

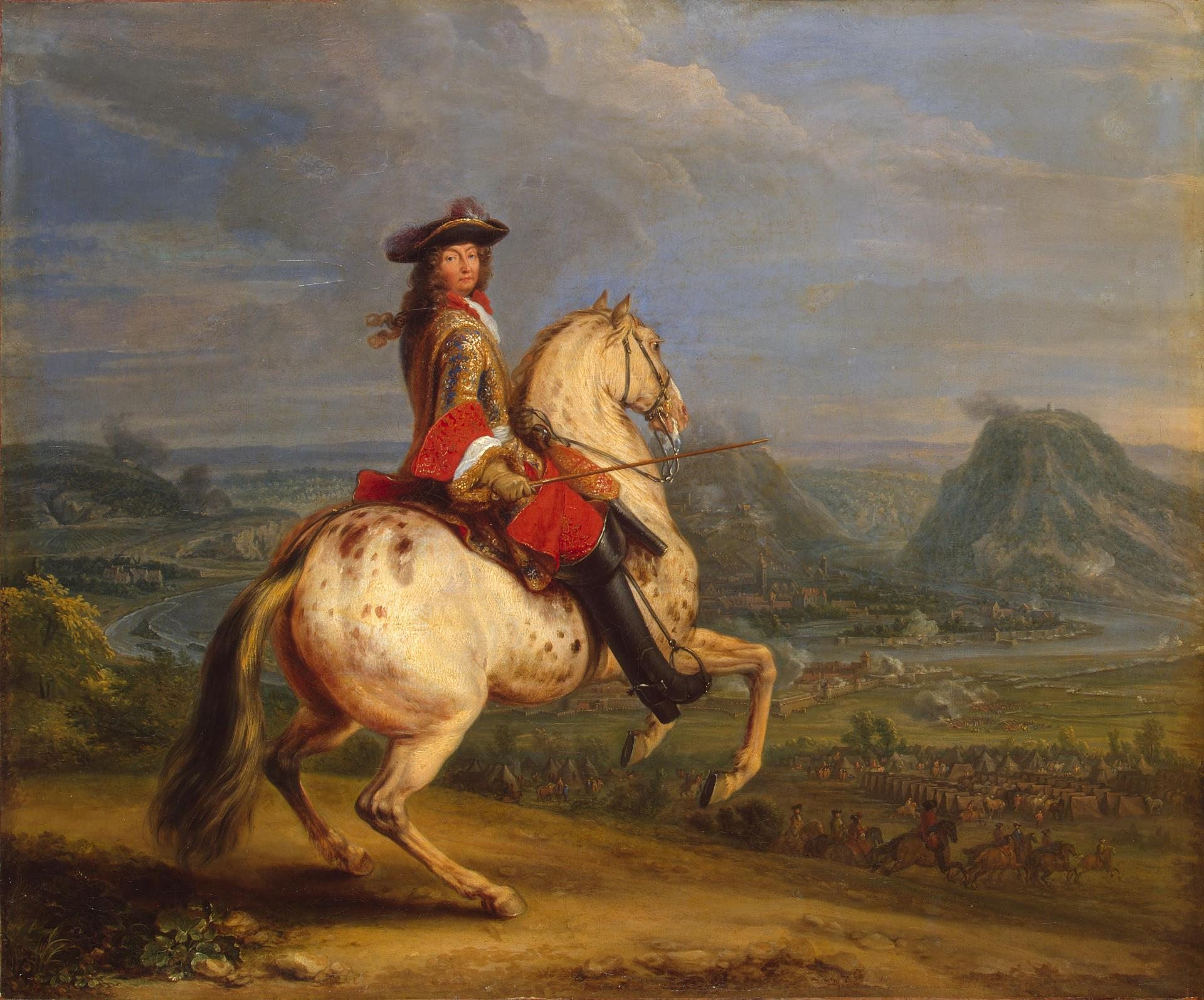
نقاشی از لوئی چهاردهم، ۱۶۷۴
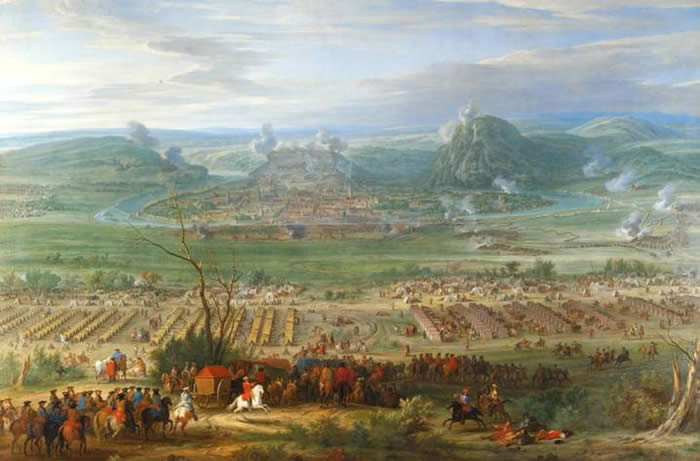
نقاشی نبردی در بزانسون، ۱۶۷۴